# Couvent des religieuses hospitalières de Saint-Joseph-de-la-Flèche
Le couvent des religieuses hospitalières est un couvent situé à Beaufort-en-Vallée, en France.

## Localisation
Le couvent est situé dans le département français de Maine-et-Loire, sur la commune de Beaufort-en-Vallée.

## Historique
L'édifice est classé au titre des monuments historiques en 1969.